# Indiana, Bloomington and Western Railway
La Indiana, Bloomington and Western Railway è stata una società ferroviaria storica che operava nell'Illinois e nell'Indiana.
Fu fondata il 20 luglio 1869 dalla fusione della Indianapolis, Crawfordsville and Danville Railroad con la Danville, Urbana, Bloomington and Pekin Railroad. Entrambe le società erano state costituite nel 1866, ma al tempo della fusione le rispettive ferrovie non erano ancora ultimate. Inizialmente nota come Indianapolis Bloomington and Western, la strada ferrata aprì il 1º ottobre 1869, connettendo Pekin con Indianapolis.
Nel 1879 ci fu una riorganizzazione della società, dopo la quale fu nota come Indiana, Bloomington and Western. Nel 1881 si fuse con la Ohio, Indiana and Pacific Railway, che operava da Springfield ad Indianapolis, e prese il nome di "Indiana, Bloomington and Western". La linea fra Indianapolis e Springfield aprì nel 1883.
Le difficoltà finanziarie comunque continuarono e nel 1887 ci fu un'altra chiusura e vendita degli assets, conclusasi in una riorganizzazione, dopo la quale la società fu nota come Ohio, Indiana and Western Railway. L'operazione però non ebbe successo e dopo due anni arrivò la chiusura. Dopo un'ulteriore riorganizzazione la linea da Indianapolis verso ovest passò alla Peoria and Eastern Railway, mentre il nuovo tracciato ad est di Indianapolis andò alla Cleveland, Cincinnati, Chicago and St. Louis Railway.